# Zmarli we wrześniu 2015

## Wrzesień 2015
- 30 września
  - Urszula Gros – polska specjalistka w zakresie organizacji i zarządzania, prof. dr hab., rektor Wyższej Szkoły Nauk Stosowanych w Rudzie Śląskiej[1]
  - Jan Jaśkiewicz – polski fotograf[2]
  - Leszek Łukoś – polski architekt, nauczyciel akademicki[3]
- 29 września
  - Mauro Ferri – włoski polityk i prawnik, deputowany, minister (1972–1973), prezes Sądu Konstytucyjnego (1995–1996)[4]
  - Edward Maciąg – polski specjalista w zakresie budownictwa, prof. dr hab. inż., pracownik naukowy Politechniki Krakowskiej im. Tadeusza Kościuszki[5]
  - Fryderyk Wilhelm Prinz von Preußen – niemiecki arystokrata i historyk[6]
  - Wojciech Rojek – polski historyk, prof. dr hab. nauk humanistycznych, wykładowca Uniwersytetu Jagiellońskiego[7]
  - Wojciech Silny – polski dermatolog i alergolog, prof. dr hab. n. med., redaktor naczelny „Postępów Dermatologii i Alergologii”[8]
  - Pat Woodell – amerykańska aktorka i piosenkarka[9]
  - Phil Woods – amerykański saksofonista jazzowy, klarnecista, lider zespołu i kompozytor[10]
- 28 września
  - Catherine E. Coulson – amerykańska aktorka[11]
  - Alexander Faris – północnoirlandzki kompozytor i dyrygent[12]
  - Frankie Ford – amerykański wokalista bluesowy[13]
  - Ignacio Zoco – hiszpański piłkarz[14]
- 27 września
  - Jerzy Dąbkowski – polski aktor teatralny[15]
  - Wilton Felder – amerykański saksofonista i basista jazzowy[16]
  - John Guillermin – brytyjski reżyser, scenarzysta i producent filmowy[17]
  - Pietro Ingrao – włoski polityk[18]
  - Władysław Szkop – polski polityk[19][20]
  - Przemysław Słomski – polski lekarz, ppłk w st. spocz. dr med., neurolog, tłumacz literatury medycznej, leksykograf[21]
  - Frank Tyson – angielski krykiecista[22]
- 26 września
  - Hilarion (Sawczuk) – biskup Ukraińskiego Autokefalicznego Kościoła Prawosławnego[23]
  - Stefan Odyński – polski działacz podziemia niepodległościowego w czasie II wojny światowej, powojenny działacz kombatancki, kawaler orderów[24]
  - Bogumił Pałasz – polski historyk, działacz kulturalny, dyrektor Towarzystwa im. Fryderyka Chopina[25][26]
  - Tadeusz Poklewski-Koziełł – polski archeolog, profesor dr hab.[27]
  - Fred Ridgway – angielski krykiecista i piłkarz[28]
- 25 września
  - Pat Dunne – irlandzki piłkarz grający na pozycji bramkarza[29]
  - Norbert Sznober – polski speleolog i taternik jaskiniowy, prezes Speleoklubu Częstochowskiego[30][31]
- 24 września
  - Teresa Patzer-Trzaskowska – polska lekarka, pediatra, dr hab. n. med., uczestniczka powstania warszawskiego[32]
  - Antoni Witosz – polski prawnik, prof. zw. dr hab.[33]
- 23 września
  - Joanna Bojarska-Syrek – polski historyk sztuki, muzealnik, pedagog, dyrektor Muzeum Historycznego m. st. Warszawy (2004–2012)[34]
  - Dragan Holcer – słoweński piłkarz, reprezentant Jugosławii[35]
- 22 września
  - Yogi Berra – amerykański bejsbolista[36]
  - Antoni Czubak – polski specjalista budowy i eksploatacji maszyn, prof. dr hab. inż.[37]
  - Gerard Mach – polski lekkoatleta (sprinter) i trener lekkoatletyczny, olimpijczyk (1952)[38][39]
  - Mirosław Niziurski – polski kompozytor i krytyk muzyczny, profesor sztuk muzycznych, rektor Wyższej Szkoły Pedagogicznej w Kielcach (1987–1990)[40]
  - James David Santini – amerykański polityk[41]
  - Richard G. Scott – amerykański działacz Kościoła Jezusa Chrystusa Świętych w Dniach Ostatnich[42]
  - Zdzisław Tarociński – polski naukowiec, elektrotechnik, dr hab. inż.[43]
  - Derek Ware – angielski aktor i kaskader[44]
  - Maria Wójcikowska-Soroczyńska – polska specjalistka w dziedzinie wełnoznawstwa i hodowli owiec, prof. dr hab.[45]
- 21 września
  - Ben Cauley – amerykański muzyk, członek zespołu Bar-Kays[46]
  - Iwan Dworny – rosyjski koszykarz, grający w barwach ZSRR, złoty medalista letnich igrzysk olimpijskich w Monachium[47]
  - Raphael Fliss – amerykański duchowny katolicki, biskup Superior[48]
  - Abdulcadir Gabeire Farah – polsko-somalijski działacz społeczny[49]
  - Yoram Gross – australijski twórca filmów animowanych polsko-żydowskiego pochodzenia[50]
  - Wasilij Iljin – rosyjski piłkarz ręczny, grający w barwach ZSRR, złoty medalista letnich igrzysk olimpijskich w Montrealu[51]
  - Maria Mastalińska-Pyda – polska montażystka filmów fabularnych i dokumentalnych[52]
  - Ray Warleigh – australijski saksofonista jazzowy[53]
  - Adam Wielowieyski – polski reportażysta[54]
- 20 września
  - Jacek Bruzdowicz – polski himalaista i architekt[55]
  - Giovanni De Vivo – włoski biskup katolicki[56]
  - Jack Larson – amerykański dramaturg i aktor[57]
  - Jan Rusiecki – polski filolog, prof. dr hab.[58].
  - Włodzimierz Szymański – polski muzyk jazzowy, kompozytor, multiinstrumentalista, wokalista[59]
  - C.K. Williams(inne języki) – amerykański poeta[60]
- 19 września
  - Jerzy Marek Antoszkiewicz-Ejsmont – polski gitarzysta i wokalista swingowy[61]
  - Jackie Collins – brytyjska pisarka powieści sensacyjno-obyczajowych[62]
  - Georg Eder – austriacki biskup katolicki[63]
  - Todd Ewen – kanadyjski hokeista[64]
  - Herschel Silverman(inne języki) – amerykański poeta[65]
  - Marcin Wrona – polski reżyser[66]
- 18 września
  - Julian Bohdanowicz – polski rysownik, ilustrator książek i karykaturzysta[67]
  - Eduardo Bonvallet – chilijski piłkarz[68]
  - Mario Menéndez – argentyński wojskowy, wojskowy gubernator Falklandów (Wojna o Falklandy)[69]
  - Czesław Ryll-Nardzewski – polski matematyk[70]
- 17 września
  - Ingrīda Andriṇa – łotewska aktorka teatralna i filmowa[71]
  - Dettmar Cramer – niemiecki piłkarz i trener[72]
  - Józef Kamiński – polski wojskowy, generał broni Wojska Polskiego, prezes Zarządu Głównego ZBoWiD i  ZKRPiBWP[73]
  - Milo Hamilton – amerykański komentator sportowy[74]
  - David Willcocks – angielski dyrygent i organista[75]
- 16 września
  - Stanisław Batruch – polski malarz, profesor zwyczajny, wykładowca  ASP w Krakowie[76]
  - Guy Béart – francuski piosenkarz i autor piosenek[77]
  - Tadeusz Górski – polski polarnik, pułkownik Wojska Polskiego[78]
  - Peggy Jones – amerykańska gitarzystka[79]
  - Joe Morrone – amerykański trener piłkarski[80]
  - Mieczysław Podgórski – polski pilot frontowy, weteran II wojny światowej, działacz kombatancki, kawaler orderów[81]
  - Allan Wright – brytyjski pilot, as myśliwski z czasów II wojny światowej[82]
  - Józef Żyła – polski kapitan jachtowy, działacz żeglarski i publicysta[83]
- 15 września
  - Janusz Arabski – polski filolog, prof. zw. dr hab.[84]
  - Keith Remfry – brytyjski judoka[85]
  - Stanisław Ślesicki – polski adwokat, uczestnik polskiej wojny obronnej września 1939, kawaler Orderu Virtuti Militari V klasy[86]
  - Tommy Thompson – angielski piłkarz[87]
  - Harry J. Lipkin – izraelski fizyk[88]
- 14 września
  - Jurij Afanasjew – rosyjski historyk, profesor, polityk[89]
  - Mirosław Jutkiewicz – polski działacz państwowy i partyjny, wicewojewoda gorzowski[90]
  - Martin Kearns – angielski perkusista, muzyk grupy Bolt Thrower[91]
  - Mile Novaković – serbski generał, dowódca Armii Republiki Serbskiej Krajiny[92]
  - Paweł Sobek – polski piłkarz, olimpijczyk (1952)[93]
  - Zofia Trzebińska-Nagabczyńska – polska malarka, siostra poety Andrzeja Trzebińskiego[94].
  - Corneliu Vadim Tudor – rumuński dziennikarz i polityk, lider Partii Wielkiej Rumunii, poseł do Parlamentu Europejskiego VII kadencji[95]
  - Ian Uttley – nowozelandzki rugbysta[96]
- 13 września
  - Brian Close – angielski krykiecista[97]
  - Juliusz Horoszewicz – polski onkolog, prof. dr medycyny[98]
  - Bolesław Jurkowski – polski ekonomista i działacz samorządowy, prezydent Sosnowca (1982–1988)[99]
  - Moses Malone – amerykański koszykarz[100]
  - Gary Richrath – amerykański gitarzysta rockowy[101]
  - Carl Emil Schorske – amerykański historyk kultury[102]
- 12 września
  - Melvin Bernhardt – amerykański reżyser teatralny i filmowy[103]
  - Piotr Cieślak – polski aktor, reżyser teatralny, pedagog, dyrektor teatrów[104]
  - Honorat Gil – polski zakonnik ze zgromadzenia Karmelitów bosych, historyk Kościoła, doktor habilitowany[105]
  - Frank D. Gilroy – amerykański dramaturg, scenarzysta, producent i reżyser filmowy[106]
  - Marta Kobierska – polska kostiumograf filmowa[107]
  - Janusz Nowożeniuk – polski dziennikarz sportowy[108]
  - Maciek Malish – amerykański reżyser dźwięku[109]
  - Bryn Merrick – walijski basista rockowy, muzyk grupy The Damned[110]
  - Ron Springett – angielski piłkarz grający na pozycji bramkarza, Mistrz Świata z 1966[111]
- 11 września
  - Anna Lewicka-Morawska – polska historyk sztuki, varsavianistka, dr hab. sztuk pięknych, prof. ASP w Warszawie[112]
- 10 września
  - Barbara Grębecka – polska dziennikarka[113]
  - Franco Interlenghi – włoski aktor[114]
  - Antoine Lahad – libański wojskowy i polityk[115]
  - Teresa Sulgostowska – polska profesor nauk przyrodniczych, specjalistka w dziedzinie parazytologii[116]
- 9 września
  - Barbara Grzybowska – polska ekonomistka, dr hab. inż., wykładowczyni UWM[117]
  - Christof Stählin – niemiecki kompozytor, piosenkarz, pisarz i artysta kabaretowy[118]
  - Danuta Żelechowska – polska dziennikarka[119]
- 8 września
  - Habil Əliyev – azerski muzyk[120]
  - Teri Harangozó – węgierska piosenkarka[121]
  - Joaquín Andújar – dominikański baseballista[122]
  - Ferenc Kiss – węgierski zapaśnik, brązowy medalista letnich igrzysk olimpijskich w Monachium[123]
  - Józef Warchoł – polski kick-boxer, pięściarz i zawodnik MMA[124]
- 7 września
  - Stanisław Krupa – polski dziennikarz i publicysta, żołnierz Batalionu „Zośka” AK[125]
  - Dickie Moore – amerykański aktor dziecięcy[126]
  - Candida Royalle – amerykańska producentka i reżyserka filmów pornograficznych[127]
  - Guillermo Rubalcaba – kubański pianista i kompozytor[128]
  - Piotr Stawecki – polski historyk wojskowości[129]
  - Turdakun Usubalijew – radziecki i kirgiski polityk[130]
- 6 września
  - Ralph Milne – szkocki piłkarz[131]
  - Martin Milner – amerykański aktor[132]
  - Fred Ohr – amerykański pilot, as myśliwski z czasów II wojny światowej[133]
  - Gaylord Shaw – amerykański dziennikarz[134]
- 5 września
  - Sergio Ciani – włoski aktor telewizyjny i producent filmowy, scenarzysta i kulturysta[135]
  - Zbigniew Ferszt – polski siatkarz[136]
  - Frederick Greene – amerykański piosenkarz[137]
  - Setsuko Hara – japońska aktorka[138]
  - Patricia Canning Todd – amerykańska tenisistka[139]
- 4 września
  - Antonio Ciciliano – włoski żeglarz, brązowy  medalista letnich igrzysk olimpijskich w Rzymie[140]
  - Chandra Bahadur Dangi – nepalski tkacz; najniższy dorosły człowiek, którego wzrost kiedykolwiek zmierzono[141]
  - Jean Darling – amerykańska aktorka[142]
  - Stefan Mustafa Jasiński – polski duchowny muzułmański[143]
  - Rico Rodriguez – brytyjski puzonista grający ska, reggae i jazz[144]
  - Andrzej Szal – polski hokeista, olimpijczyk (1964)[145]
- 3 września
  - Judy Carne – angielska aktorka[146]
  - Donald Griffin – amerykański piosenkarz i gitarzysta, członek zespołu The Miracles[147].
  - John Noah – amerykański hokeista, srebrny  medalista zimowych igrzysk olimpijskich w Oslo[148]
  - Jewgienij Uchnalow – rosyjski artysta, heraldyk, projektant obecnego herbu Rosji[149]
  - Zhang Zhen – chiński generał, działacz państwowy i komunistyczny[150]
- 2 września
  - Charles Gyamfi – ghański piłkarz i trener[151]
  - Bolesław Kowalski – polski żeglarz, kapitan żeglugi wielkiej[152]
  - Aleksander Mandziara – polski piłkarz i trener piłkarski[153]
  - Krystyna Polaczek – polski archeolog–egiptolog, wielokrotna uczestniczka polskich misji wykopaliskowych w Egipcie[154][155]
  - Jan Ptasiński – polski funkcjonariusz PPR, żołnierz GL i AL, pułkownik UB,  wiceminister MBP, poseł na Sejm PRL I, III i IV kadencji[156]
  - Brianna Lea Pruett – amerykańska piosenkarka i malarka[157]
  - Karol Sosnowski – polski lekarz, specjalista chorób płuc, prof. dr hab., prorektor ds. nauki Akademii Medycznej we Wrocławiu[158]
- 1 września
  - Danuta Brzosko-Mędryk – polska lekarka stomatolog, pisarka, autorka wspomnień z obozu koncentracyjnego[159]
  - Boomer Castleman – amerykański piosenkarz i gitarzysta[160]
  - Gurgen Dalibaltajan – armeński generał[161]
  - Dean Jones – amerykański aktor[162]
  - Jiří Louda – czeski heraldyk[163]
  - Jacek Wierzchowiecki – polski jeździec sportowy, olimpijczyk (1972, 1980)[164]